# Robert Peter Domm

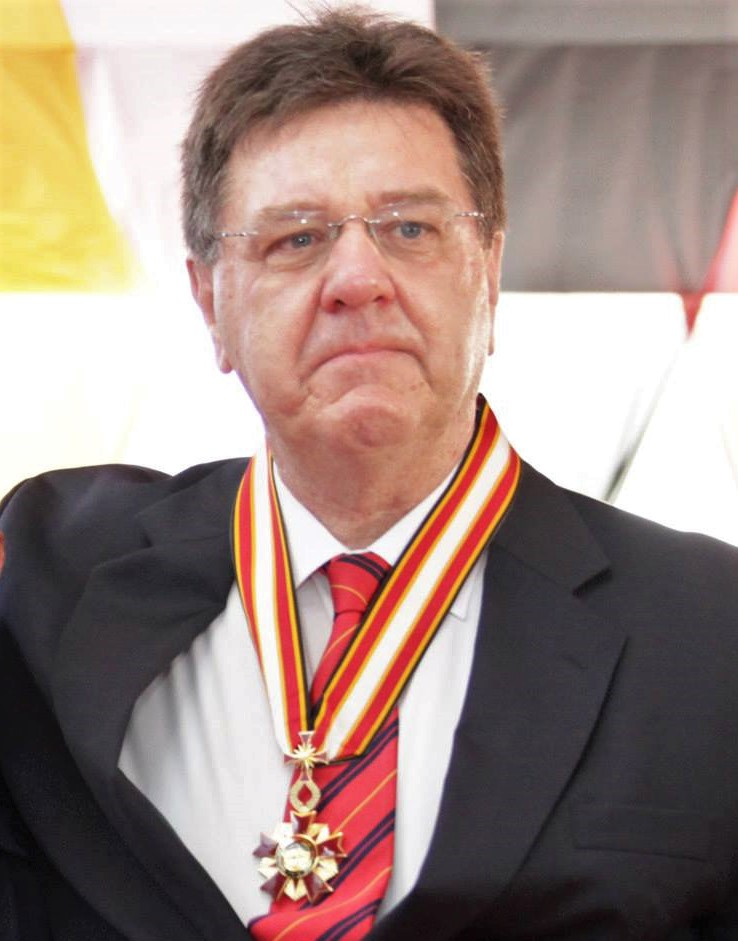
Robert Peter Domm mit dem Ordem de Timor-Leste (2014)

Robert Peter Domm ist ein neuseeländischer Osttimor-Aktivist.

## Engagement
Domm besuchte Osttimor zum ersten Mal in den frühen 1970er Jahren. Nach dem Einmarsch der Indonesier 1975 engagierte Domm sich für die Rechte der Osttimoresen. 1989 war er einer der ersten Ausländer, die Osttimor als Tourist besuchten, nach 14 Jahren indonesische Isolation des Landes. Im September 1990 traf Domm den Führer des militärischen Widerstands Xanana Gusmão in den Bergen Osttimors und interviewte ihn für die Australian Broadcasting Corporation (ABC). Domm schrieb regelmäßig Artikel und hielt Vorträge gegen die indonesische Besetzung und über den Widerstand der Osttimoresen. 1992 verfasste er mit dem australischen Journalisten Mark Aarons das Buch „Timor Leste: A Western Tragedy“. Später gründete Domm, zusammen mit einigen Osttimoresen und Australiern, die Osttimor-Hilfsorganisation East Timor Relief Association ETRA, um humanitäre Hilfe für die Menschen in Osttimor zu sammeln.

## Auszeichnungen
2014 erhielt Domm von Osttimors Präsident Taur Matan Ruak die Medal des Ordem de Timor-Leste.